# 孔海傑什區

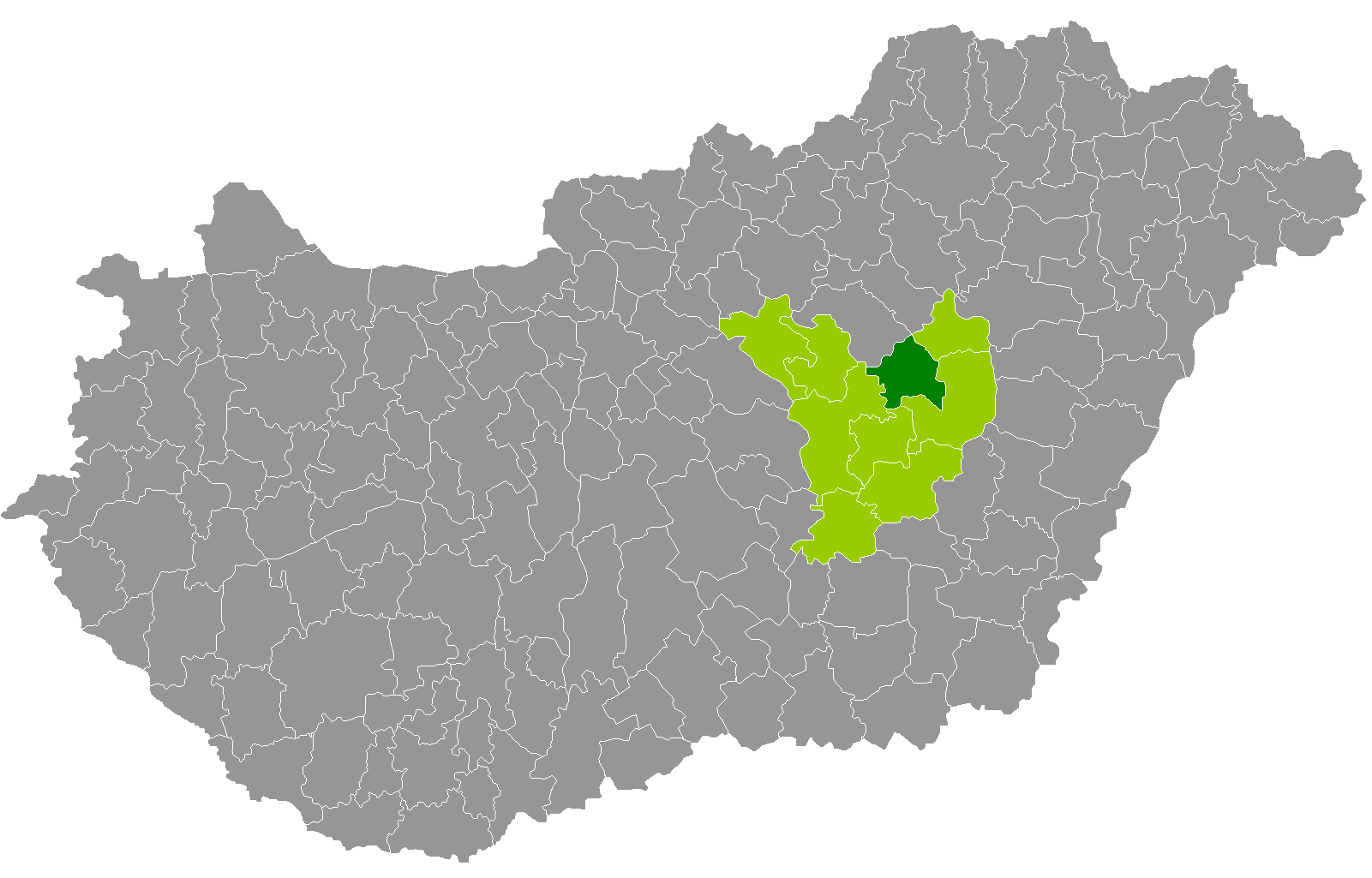

孔海傑什區（匈牙利語：Kunhegyesi járás），是匈牙利亞斯-瑙吉孔-索爾諾克州的一個區，位於該國中部，区府設於孔海傑什，面積465平方公里，2011年人口20,045，人口密度每平方公里43人。

## 市镇
孔海傑什區包含2个城镇和5个村庄。